# Евдемон I Грузинский
Евдемо́н I (груз. ევდემოზ; ум. 1642) — католикос-патриарх Грузии в 1632—1642 годах, участвовал в заговоре против царя Ростома, проводившего политику исламизации Грузии. Почитается в Грузинской православной церкви в лике священномученика. Память 4 (12) октября.

## Ранние годы жизни
О ранней жизни св. Евдемона практически ничего не известно, за исключением того, что он происходил из знатной грузинской семьи Диасамидзе и был архиепископом Бодбийским в 1617-1619 гг.
Также известно, что сын царя Теймураза I был женат на племяннице св. Евдемона.

## Католикос-патриарх
Был возведен на патриарший престол незадолго до изгнания Теймураза I из Картли иранским шахом Аббасом II. В 1633 году на царский престол был возведен мусульманин Ростом-шах, в оппозиции к которому оказался и патриарх в связи с начавшимся насаждением мусульманских обычаев.
Вскоре после восшествия на престол, Ростом женился на Мариам, женщине из знатной грузинской фамилии, которая была набожной христианкой и духовной дочерью патриарха Евдемона. В лице царицы св. Евдемон нашел влиятельного покровителя Церкви, благодаря чему удалось восстановить разрушенные православные храмы и содействовать переписыванию духовной литературы. Так, при содействии царицы монахами был переписан крупнейший исторический сборник «Картлис Цховреба».
Вместе с тем патриарх Евдемон продолжал строить планы по возвращению Теймураза I на царский престол и свержению шахской власти.

## Кончина и почитание
В 1642 году патриарх Евдемон принял участие в заговоре грузинской знати против царя Ростома с целью возвращения на царский престол изгнанного в Кахетию Теймураза I. Когда Теймураз I уже выдвигался с армией из Кахетии, заговорщики были раскрыты и арестованы. Теймураз I, несмотря на письма патриарха Евдемона вернулся в Кахетию, а сам святой Евдемон был задушен в темнице. Его тело было сброшено с башни Гянджинских ворот, найдено группой христиан и похоронено в церкви Анчисхати в Тбилиси.
Святой Евдемон был прославлен в Грузинской Церкви вероятно уже в XVIII веке, день его памяти — 4 (12) октября.
Мощи святого покоятся в старейшей церкви столицы Анчисхати.